# Giuseppe Cataldo (criminale)
Giuseppe Cataldo (Locri, 19 settembre 1938 – Locri, 10 maggio 2011) è stato un mafioso italiano, ex capobastone della cosca Cataldo della 'ndrangheta.

## Biografia
Negli 'anni '70 i Cataldo, nella Prima guerra di 'ndrangheta si alleano con i De Stefano di Reggio Calabria. Giuseppe e Nicola Cataldo facevano parte del gruppo di killer insieme a Vincenzo, Giuseppe e Francesco Mazzaferro dell'omonima 'ndrina uccidendo Antonio Macrì e ferendo il braccio destro Francesco Commisso.
Giuseppe Cataldo, negli anni '90 entrerà a far parte della struttura apicale dell'organizzazione: il Crimine.
Il 1º luglio 1993 fu preso di mira con una bomba gettata sull'auto guidata da sua moglie. L'auto fu completamente distrutta e la moglie si salvò miracolosamente.
L'attacco riaprì la faida con i Cordì sopita dal 1975. 
Dopo pochi mesi fu tratto in arresto e condannato a 24 anni di carcere per l'omicidio di Antonio Macrì ucciso nel 1975.
Viene rilasciato nel 2009 e morirà il 10 maggio 2011 d'infarto a casa sua.